# Kaj Erixon
Kaj Erixon, född den 3 mars 1959, är en svensk terapeut, musikproducent och studiotekniker. Han blev utsedd till årets producent vid Grammisgalan 1991.

## Albumproduktioner
- 1987 Thomas Di Leva, Vem ska jag tro på?, Mistlur
- 1987 Roxette, Dance Passion, EMI
- 1988 Mauro Scocco, Mauro Scocco, Record Station
- 1989 Thomas Di Leva, Rymdblomma, WEA
- 1990 Freda’, Undan för undan, Record Station
- 1993 Freda’, Alla behöver, Record Station
- 1994 Cajsa Stina Åkerström, Cajsa Stina, MCA
- 1995 Just D, Plast, Telegram
- 1996 Cajsa Stina Åkerström, Klädd för att gå, Warner
- 1996 Bo Kaspers orkester, Amerika, Sony / Columbia
- 1998 Cajsa Stina Åkerström, Cirklar, Metronome